# Pholidobolus anomalus
Pholidobolus anomalus là một loài thằn lằn trong họ Gymnophthalmidae. Loài này được Müller mô tả khoa học đầu tiên năm 1923.